# Витоки (фільм)
«Витоки» (рос. «Истоки») — радянський художній фільм 1973 року, режисера Івана Лукинського, за однойменною повістю Григорія Коновалова. Фільм знятий на Кіностудії ім. М. Горького.

## Сюжет
Історія родини (1917—1941 роки) потомственого робітника-сталевара, який розпочав свій трудовий шлях ще до революції — на заводі німецького промисловця Хейтеля. Перша серія — «Брати», друга — «Сини».

## У ролях
- Іван Лапиков —  Денис Крупнов, сталевар
- Владислав Стржельчик —  Матвій Крупнов, дипломат
- Георгій Епіфанцев —  Сава Крупнов, директор заводу
- Олександра Климова —  Любава Крупнова, дружина Дениса
- Микола Олялін —  Юрій Крупнов, син Дениса (парторг заводу)
- Геннадій Сайфулін —  Михайло Крупнов, син Дениса
- Геннадій Чулков —  Костянтин Крупнов, син Дениса (льотчик)
- Юрій Шликов —  Санька Крупнов, син Дениса
- Олена Білоконь —  Ленка Крупнова, дочка Дениса
- Леонід Плесневич —  Женька Крупнов, син Костянтина
- Людмила Новосьолова —  Світлана Крупнова, дружина Костянтина
- Віктор Хохряков —  Тихон Тарасович Солнцев, секретар міськкому партії
- Аліна Покровська —  Юлія Солнцева, дочка Тихона Тарасовича
- Сергій Гальцев —  Рем Солнцев, син Тихона Тарасовича
- Рамаз Чхиквадзе —  Сталін
- Любов Мишева —  Марфа Холодова
- Євген Кіндінов —  Олександр Іванович
- Олександр Вокач —  Гуго Хейтель
- Борис Кордунов — епізод
- Геннадій Петров — епізод
- Олександр Январьов —  Вєнька Ісаков
- Володимир Піцек —  тюремний фотограф
- Олександр Косарєв — епізод

## Знімальна група
- Режисер-постановник —  Іван Лукинський
- Автори сценарію —  Григорій Колтунов,  Микола Рожков
- Художник-постановник — Семен Веледницький
- Композитор —  Анатолій Лепін